# Melitón Arrocha
Melitón Alejandro Arrocha Ruiz (Panamá, 15 de septiembre de 1968) es un abogado, diputado y político panameño. Es miembro del Partido Panameñista y ha fungido diversos cargos públicos durante los gobiernos de Mireya Moscoso (1999-2004), Martín Torrijos (2004-2009), Ricardo Martinelli (2009-2014) y Juan Carlos Varela (2014-2019). Fue candidato presidencial por la libre postulación en las elecciones generales del 5 de mayo de 2024.

## Biografía
En 1993 se graduó de la Facultad de Derecho y Ciencias Políticas en la Universidad Santa María la Antigua y en 1994 obtuvo una maestría en Derecho en la American University y un posgrado en Negocios Internacionales en Georgetown University. Posteriormente realizó estudios avanzados como Fellow en la Universidad de Harvard (2016-2017).
Fue viceministro de Presidencia (1999), viceministro de Comercio Exterior (2000-2003), presidente de la Comisión de Libre Competencia y Asuntos del Consumidor (2004-2006) y viceministro de Relaciones Exteriores (2009-2010). Posteriormente, fue electo diputado en la Asamblea Nacional de Panamá en las elecciones generales de 2014, sin embargo, el presidente Juan Carlos Varela lo nombró ministro de Comercio e Industrias al comienzo de su gobierno, y no ocupó la curul inicialmente. Mantuvo el cargo como ministro hasta que anunció su renuncia en noviembre de 2015 y posteriormente tomó la curul como diputado nacional en enero de 2016. El 1 de febrero de 2018 tomó posesión como Embajador de Panamá ante la Organización de las Naciones Unidas, por lo que dejó la curul nuevamente.
El 30 de julio de 2022 se presentó como precandidato presidencial por la libre postulación para las elecciones generales de 2024, pero sin renunciar al Partido Panameñista y señalando diferencias con el presidente del partido José Isabel Blandón. Luego de recoger unas 157 206 firmas de respaldo, el 30 de julio de 2023 logró la tercera posición entre los precandidatos más respaldados por la libre postulación y obtuvo un espacio en la papeleta presidencial. Luego, el 25 de septiembre logró un acuerdo político con el Partido Alternativa Independiente Social (PAIS), en el que además esta formación le respalda como candidato presidencial.
Sus posturas políticas incluyen lucha contra la corrupción, reformulación del Estado, revisión de subsidios estatales y combate al narcotráfico y la narcopolítica. También mantuvo sintonía con posturas políticas de PAIS, incluyendo la oposición al matrimonio entre personas del mismo sexo.
El 30 de abril de 2024, a pocos días de las elecciones, anunció sorpresivamente su apoyo vocal al candidato Martín Torrijos, sin consultar a la dirigencia de PAIS, lo que generó en unos pésimos resultados a la formación política en las elecciones.